# Hungaria FbC Roma
Hungaria FbC Roma là một câu lạc bộ bóng đá Ý hoạt động vào đầu những năm 1950. Hungaria FbC Roma được tạo thành hoàn toàn từ các cầu thủ nước ngoài Hungary, hoặc các cầu thủ gốc Hungary. Câu lạc bộ đã không chơi trong bất kỳ trận đấu chính thức nào, và thay vào đó chỉ tham gia vào các trận đấu giao hữu. Tuy nhiên, bất chấp điều này, nó vẫn tìm cách thu hút một số cầu thủ quốc tế.

## Lý lịch
Các cầu thủ và huấn luyện viên người Hungary có ảnh hưởng cực lớn trong bóng đá Ý.

## Những cầu thủ nổi tiếng
- liên_kết=|viềnliên_kết=|viền Ferenc Nyers [2]
- liên_kết=|viềnliên_kết=|viền Simatoc Nicolae [2][3]